# オーガズム (カクテル)
オーガズム（英: Orgasm）とは、リキュールをベースとしたカクテルの1種である。1988年公開の映画『カクテル』にも登場した。

## 概要
B-52のようなシューターと呼ばれるカクテルの一種である。シューターは酔うためのアルコール飲料ではなく、遊びのためのツールとして飲まれることが多く、性的な言葉を名付けているのもそういった遊びの一環である。

## レシピの例
材料
- ベイリーズ・オリジナル・アイリッシュ・クリーム - 20ml
- コーヒー・リキュール - 20ml
- アマレット - 15ml
- 生クリーム - 15ml
- 牛乳 - 15ml

作り方
1. 材料をシェイクする。
ミキサー（バー・ブレンダー）を用いて撹拌する作り方もある[3]。
2. 大型のカクテルグラスに注ぐ。

上記の例のほか、ホワイト・キュラソーを用いるレシピがあったり、B-52同様にプース・カフェスタイルするなどレシピは一定になっていない。プース・カフェスタイルにする場合には、下からコーヒー・リキュール、アマレット、ベイリーズの順に積み上げる。